# Lidia Kośka
Lidia Maria Kośka (ur. 9 kwietnia 1961 w Końskich) – polska literaturoznawczyni i eseistka.

## Życiorys
Edytorka utworów Stanisława Jerzego Leca. Publikowała m.in. w Kwartalniku Artystycznym, Res Publice Nowej. Za biografię Lec: autobiografia słowa (Żydowski Instytut Historyczny im. Emanuela Ringelbluma, Warszawa 2015) była nominowana do Nagrody Literackiej Gdynia 2016 w kategorii esej oraz do Nagrody im. Jana Długosza 2016. Pracę doktorską 'Autobiografia słowa.Twórczość Stanisława Jerzego Leca' obroniła na Uniwersytecie Jagiellońskim w 2008 roku. Mieszka w Krakowie.